# Бурановское (сельское поселение)
Бурановское — упразднённое муниципальное образование со статусом сельского поселения в Малопургинском районе Удмуртии Российской Федерации.
Административный центр — посёлок Яган-Докья.
25 июня 2021 года упразднено в связи с преобразованием муниципального района в муниципальный округ.

## География
На севере граничит с Завьяловским районом, на востоке — с Сарапульским районом, на западе с Яганским и Пугачёвским МО, по югу проходит граница с Кечевским МО.
Площадь Бурановского сельского поселения составляет 157,7 км² — это второе по размерам территории муниципальное образование района.
По территории сельского поселения проходит автомобильная дорога регионального значения «Ижевск — Сарапул» (P322), а также автодорога «Ижевск — Киясово», от которой село Яган-Докья расположен на расстоянии 4 км. Природные условия территории достаточно благоприятны для ведения сельского хозяйства. Из предприятий — здесь находится совхоз им. 10-летия УАССР, МУП ЖКХ и др. Из объектов социальной инфраструктуры можно отметить Бурановскую участковую больницу, 2 амбулатории и один медпункт, 2 средние и одна начальная общеобразовательные школы, 3 детских сада, 3 отделения почтовой связи, магазины в каждом населенном пункте. Газифицированы (частично) сёла Бураново и Яган-Докья, повсеместно имеется стационарная телефонная связь.

## История
Статус и границы сельского поселения установлены Законом Удмуртской Республики от 14 июля 2005 года № 47-РЗ «Об установлении границ муниципальных образований и наделении соответствующим статусом муниципальных образований на территории Малопургинского района Удмуртской Республики».

## Население
| 2010  | 2012  | 2013  | 2014  | 2015  | 2016  | 2017  |
| ----- | ----- | ----- | ----- | ----- | ----- | ----- |
| 2377  | ↘2325 | ↘2305 | ↗2361 | ↗2368 | ↗2394 | ↗2407 |
| 2018  | 2019  | 2020  |       |       |       |       |
| ↘2382 | ↘2342 | ↘2306 |       |       |       |       |

## Состав сельского поселения
| № | Населённый пункт | Тип населённого пункта          | Население |
| - | ---------------- | ------------------------------- | --------- |
| 1 | Бураново         | село                            | ↘641      |
| 2 | Ильинск          | деревня                         | →3        |
| 3 | Пуро-Можга       | деревня                         | ↘381      |
| 4 | Чутожмон         | деревня                         | ↘59       |
| 5 | Яган-Докья       | посёлок, административный центр | ↘1241     |

## Местное самоуправление
Главой муниципального образования по состоянию на 1 января 2011 года являлся Бектуганов Михаил Иванович.

## Культура
На территории поселения действуют три сельских дома культуры и три библиотеки. С 1970-х гг. существует фольклорный коллектив «Бурановские бабушки», руководитель ансамбля — директор Бурановского сельского дома культуры Ольга Николаевна Туктарёва.